# Diplazium symmetricum
Diplazium symmetricum là một loài thực vật có mạch trong họ Woodsiaceae. Loài này được (Copel.) M.G. Price miêu tả khoa học đầu tiên năm 1983.